# Everything (Mary J. Blige)
Everything è un brano musicale R&B della cantante statunitense Mary J. Blige, scritto e prodotto da Jimmy Jam and Terry Lewis per il terzo album della cantante, Share My World. Il brano è stato pubblicato come terzo singolo tratto dall'album nell'ottobre del 1997, ed ha raggiunto la quinta posizione della Hot R&B/Hip-Hop Songs di Billboard ed è entrato nella top40 della Hot 100. Il singolo è stato il primo della cantante ad entrare nella top10 della classifica nel Regno Unito.

## Composizione e testo
Il duo di produttori Jimmy Jam e Terri Lewis hanno composto il beat del brano usando due campionamenti: You Are Everything dei The Stylistics e The Payback di James Brown. You Are Everything era stata resa famosa nella prima metà degli anni 1970 grazie al successo della cover di Marvin Gaye e Diana Ross, e lo stesso beat verrà campionato per il singolo di debutto di LeToya Luckett, Torn, nel 2006. Il testo del singolo di Blige è simile a quello della canzone originale: in entrambe l'amato viene paragonato ad ogni cosa, per cui senza la sua presenza la vita risulterebbe impossibile. Il brano include anche elementi vocali della canzone giapponese Ue o muite arukō di Kyū Sakamoto.

## Video musicale
Il video del singolo è stato diretto da Hype Williams e girato a Maui, Hawaii, sfruttando le meraviglie naturali locali. Infatti il video mostra moltissimi paesaggi e panorami dell'isola, ripresi dal regista utilizzando la tecnica del Fish-eye (presente in molti altri suoi video). La cantante nel video appare in diverse location e con diversi look, tutti di ispirazione etnica. I vestiti, i gioielli, le pettinature e il trucco che mostra nel video sono soprattutto di ispirazione hindi e orientale, invece che essere ispirati dai costumi tradizionali hawaiani. Blige indossa diversi tipi di sari tra i promontori e le spiagge dell'isola. In una sequenza la cantante si trova in piedi su uno scoglio completamente circondato dall'acqua all'interno di una grotta marina, e qui indossa un sari moderno dorato. Nell'ultima scena del video la cantante è seduta su una canoa tradizionale ricoperta di foglie, mentre molti uomini remano per dirigere la canoa verso il mare aperto.

## Successo commerciale
Il singolo è entrato nella classifica R&B direttamente alla posizione numero 7 durante la settimane del 27 settembre 1997, e la settimana successiva ha raggiunto la sua posizione più alta in classifica, la quinta. Il singolo ha passato 31 settimane nella classifica R&B, di cui 9 passate nella top10. Il singolo è arrivato al numero 24 nella Hot 100, dove ha passato 20 settimane. Nel Regno Unito il singolo è arrivato alla sesta posizione, diventando il primo singolo della cantante ad entrare nella top10 britannica, e quello ad aver raggiunto la posizione più alta finché nel 2006 One non è arrivato alla seconda posizione. In Nuova Zelanda è stato il quarto singolo dell'artista ad entrare in top20, dove è arrivato alla posizione numero 13 e ha passato sette settimane non consecutive.

## Classifiche
| Classifica (1997)                                 | Posizione |
| ------------------------------------------------- | --------- |
| Nuova zelanda                                     | 13        |
| Olanda                                            | 62        |
| Regno Unito                                       | 6         |
| U.S. Billboard Hot 100                            | 24        |
| U.S. Billboard Hot R&B/Hip-Hop Songs              | 5         |
| U.S. Billboard Rhythmic Top 40                    | 11        |
| U.S. Billboard Hot Dance Music/Maxi-Singles Sales | 2         |